# Palais patriarcal (Udine)
Le palais patriarcal (palazzo patriarcale en italien) ou palais de l'archevêché d'Udine, capitale de la région historique et géographique du Frioul en Italie, située dans la région autonome du Frioul-Vénétie Julienne, est l'un des bâtiments historiques les plus importants de la ville.

## Histoire et description
Le corps central de l'édifice est construit au XVIe siècle, lorsque les patriarches d'Aquilée, ne pouvant plus résider dans le château d'Udine, cherchèrent une autre résidence dans la ville. En 1708, le patriarche Dionisio Delfino appelle l'architecte Domenico Rossi, qui construit l'aile avec la bibliothèque et l'escalier ovale, élève le corps central en faisant le portail, termine l'aile nord et, en 1725, le grand escalier avec la fresque au plafond de l'Ange déchu, entourée d'images de la création de l'homme et de la chute de homme en grisaille de Giambattista Tiepolo (1726).

## Musée diocésain et galeries Tiepolo

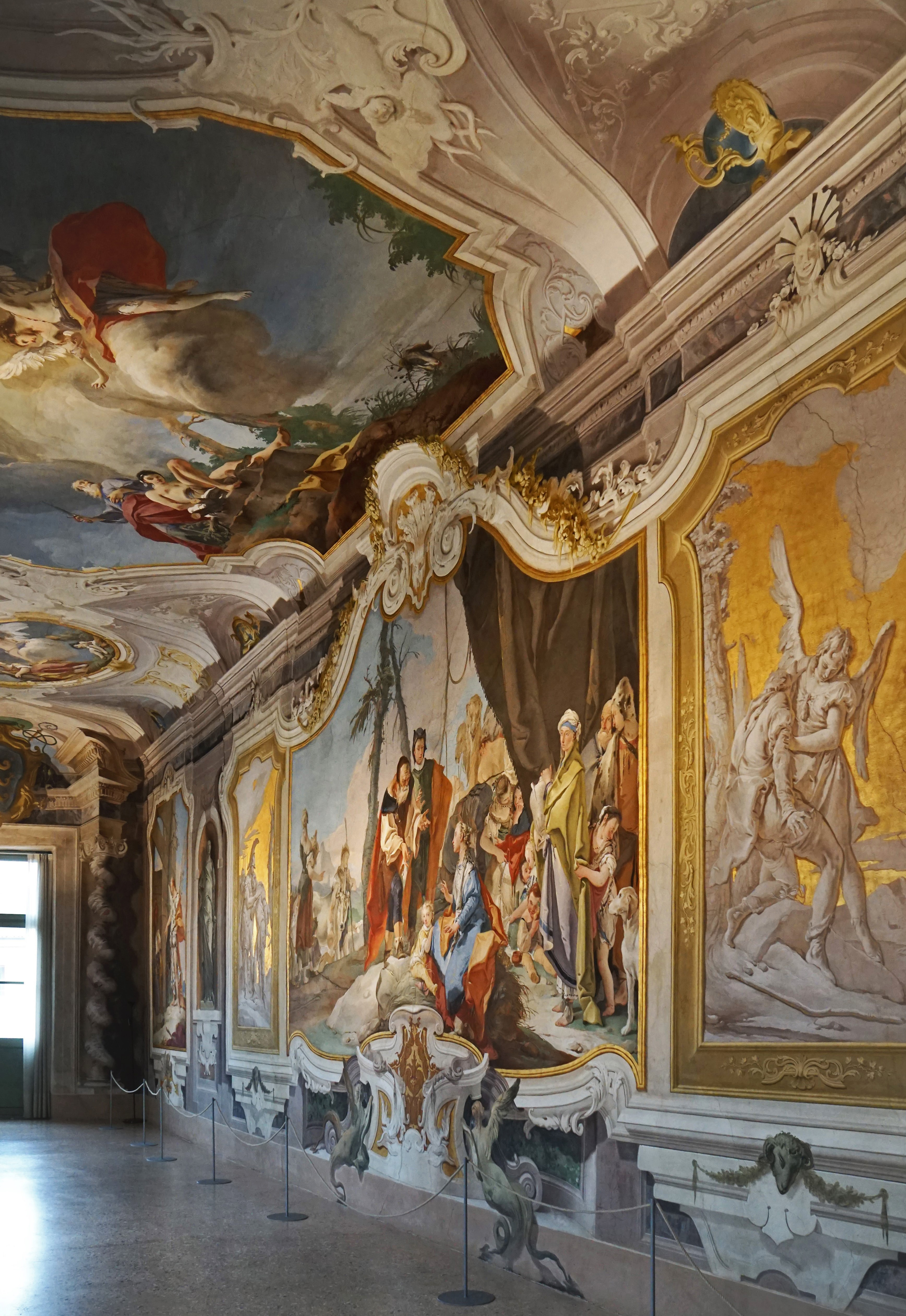
Galeries Tiepolo.

Le palais est le siège, depuis 1995, du musée Diocésain et des Galeries Tiepolo qui, en plus d'une riche collection d'art sacré de diverses églises du diocèse, permet également de voir les salles du palais avec les célèbres fresques de Tiepolo.
Le musée diocésain a été fondé en 1963 par l'archevêque d'Udine Giuseppe Zaffonato (1956 - 1972), dans le but de conserver et de valoriser le patrimoine culturel ecclésiastique de l'archidiocèse. Le premier siège du musée était le sous-sol du séminaire de l'archevêque de la ville, mais déjà avant le tremblement de terre de 1976, son transfert au palais patriarcal avait débuté. Le bâtiment, gravement endommagé par le tremblement de terre, a été restauré et le musée est officiellement ouvert au public depuis le 29 avril 1995.

### Collections
La collection comprend environ 700 œuvres, dont les fresques de Giambattista Tiepolo, qui a décoré certaines pièces du palais à la demande du patriarche Dionisio Dolfin.

#### Rez-de-chaussée
Le rez-de-chaussée abrite un lapidaire qui expose entre autres objets, un pluteus préroman en pierre.
Le parcours du musée s'ouvre sur le grand escalier, œuvre de l'architecte Domenico Rossi et décoré au plafond de la Chute des anges rebelles (1726), fresque de Giambattista Tiepolo.

#### Premier étage
Dans les six pièces du 1er étage se trouve la collection de sculptures en bois dont :
- cinquante-trois sculptures frioulanes en bois réalisées entre le XIIe et le XVIIIe siècle ;
- Sainte Catherine d'Alexandrie (XVe siècle), en bois polychrome, par un sculpteur anonyme du Frioul ;
- l'Autel de sainte Barbara[1] (seconde moitié du XVe siècle), en bois polychrome sculpté, de Domenico da Tolmezzo.

Un escalier à vis (1708), avec une petite coupole peinte à fresque par Louis Dorigny, mène à l'étage noble de l'édifice.

#### Deuxième étage
Le deuxième étage ou étage noble du bâtiment s'ouvre sur la spectaculaire bibliothèque (1708) commandée par le patriarche Dionisio Delfino, l'une des plus belles du nord de l'Italie dont la décoration picturale comprend le Portrait du Client et le Triomphe de la Sagesse, toile appliquée au plafond, deux œuvres de Niccolò Bambini.
La salle suivante, dite Salle Bleue ou Salle de la Canopée, a un décor Renaissance raffiné avec des Histoires du Nouveau Testament (1558-1560), fresques de Giovanni da Udine.
La Salle Jaune abrite la collection numismatique des patriarches d'Aquilée.
Le parcours du musée se poursuit avec la Salle du Trône et la Chapelle Palatine sur l'autel de laquelle se trouve une Vierge à l'Enfant de Palma le Jeune.
La Salle Rouge ou Salle du tribunal ecclésiastique a une voûte décorée avec le Jugement de Salomon et des Prophètes (1729), fresques de Giambattista Tiepolo.
L'itinéraire se termine par la salle la plus grande et la plus opulente, appelée Galleria degli ospiti (Galerie des invités) décorée par les Histoires des patriarches Abraham, Isaac et Jacob (1727-1728), d'autres fresques de Giambattista Tiepolo dont Rachel cachant les idoles.

## Bibliothèque archiépiscopale Delfiniana et Bartoliniana
Le bâtiment abrite au deuxième étage la bibliothèque Delfiniana ou archiépiscopale, qui fut la première bibliothèque ouverte au public de la ville d'Udine, créée en 1709 par le patriarche Dionisio Delfino et officiellement inaugurée à l'été 1711. Elle contient aujourd'hui une petite, mais riche collection : environ 11 000 volumes, dont 514 manuscrits et 115 incunables. Son patrimoine littéraire comprend des ouvrages des bibliothèques de Giovanni Delfino (1617-1699), patriarche d'Aquilée, de Daniello Marco Dolfin, nonce apostolique en France et de Giovanni Battista Cornaro, père d'Elena Cornaro Piscopia, première femme diplômée en Italie. Les livres sont placés dans les étagères en bois sculptées du XVIIIe siècle. 
Au même endroit, mais dans une pièce séparée, se trouve la Bibliothèque Bartoliniana donnée à la curie épiscopale d'Udine en 1827 par Gregorio Bartolini et sa belle-sœur Teresa Dragoni Bartolini. Elle est composée d'une collection d'environ 10 000 volumes, dont 40 incunables, dont le noyau le plus important est représenté par les livres ayant appartenu au comte Antonio Bartolini, bibliophile passionné et collectionneur d'éditions rares et précieuses.